# Fudge cake
Un fudge cake est un gâteau au chocolat contenant du fudge.

## Variétés
Parmi les variantes, on trouve le gâteau au pudding et au fondant, préparé avec une préparation pour gâteau au chocolat, du pudding au chocolat et des pépites de chocolat. Lorsqu'il est fait avec du chocolat supplémentaire, la recette est parfois connue sous le nom de Death by Chocolate.
Fudge cake est également un terme utilisé dans le Sud américain pour désigner un gâteau au chocolat dense, à une seule couche, servi avec ou sans glaçage. Il est similaire à un brownie, bien que plus humide et avec plus de chocolat.